# Parafia św. Wawrzyńca w Radziszowie
Parafia św. Wawrzyńca w Radziszowie – parafia rzymskokatolicka należąca do dekanatu Skawina archidiecezji krakowskiej.
Została wzmiankowana po raz pierwszy w spisie świętopietrza parafii dekanatu Zator diecezji krakowskiej z 1326 pod nazwą Antiquo Radissow. Następnie w 1335 jako Antiquosidlou.